# Liu Shiying
Liu Shiying (en chino: 刘诗颖, Yantai, 24 de septiembre de 1993) es una deportista china que compite en atletismo, especialista en la prueba de lanzamiento de jabalina.
Participó en dos Juegos Olímpicos de Verano, en los años 2016 y 2020, obteniendo una medalla de oro en Tokio 2020, en el lanzamiento de jabalina. Ganó una medalla de plata en el Campeonato Mundial de Atletismo de 2019, en la misma prueba.

## Palmarés internacional
| Juegos Olímpicos   | Juegos Olímpicos | Juegos Olímpicos | Juegos Olímpicos |
| Año                | Lugar            | Medalla          | Prueba           |
| ------------------ | ---------------- | ---------------- | ---------------- |
| 2020               | Tokio (Japón)    | Medalla de oro   | Jabalina         |
| Campeonato Mundial |                  |                  |                  |
| Año                | Lugar            | Medalla          | Prueba           |
| 2019               | Doha (Catar)     | Medalla de plata | Jabalina         |